# Jeremy Sheffield
Jeremy Sheffield (Chelmsford, 17 marzo 1966) è un attore ed ex ballerino britannico.

## Biografia
Prima di diventare attore ha studiato danza classica alla Royal Ballet a Covent Garden, ed è poi stato membro della compagnia Northern Ballet Theatre. Come ballerino è apparso nel videoclip dei Queen I Want to Break Free. La carriera di ballerino è terminata all'età di ventisette anni, dopo la frattura di un dito del piede e la lacerazione dei legamenti. Nel 1997 appare nel videoclip del celebre brano Torn di Natalie Imbruglia, che - visto il successo - viene trasmesso continuamente dai vari network musicali, regalandogli molta visibilità; nello stesso anno partecipa infatti al film Anna Karenina, con Sophie Marceau e Sean Bean. Partecipa alle serie tv Holby City e Kate & Emma - Indagini per due, ma anche ai film Creep - Il chirurgo con Franka Potente e The Wedding Date - L'amore ha il suo prezzo con Debra Messing e Dermot Mulroney. È stato anche protagonista di un famoso spot per la Renault Clio. Apertamente gay, dal 2012 interpreta il ruolo di Patrick Blake nella soap opera britannica Hollyoaks.

## Filmografia parziale

### Cinema
- Anna Karenina, regia di Bernard Rose (1997)
- Creep - Il chirurgo (Creep), regia di Christopher Smith (2004)
- The Wedding Date - L'amore ha il suo prezzo (The Wedding Date), regia di Clare Kilner (2005)
- Miss Conception, regia di Eric Styles (2008)
- Oggi è già domani (Last Chance Harvey), regia di Joel Hopkins (2008)
- The Children, regia di Tom Shankland (2008)
- StreetDance 3D, regia di Max Giwa e Dania Pasquini (2010)

### Televisione
- The Governor – serie TV, 6 episodi (1995)
- Merlino (Merlin), regia di Steve Barron – miniserie TV (1998)
- Sex and the City - serie TV, Stagione 3, episodio 11 (2000)
- Holby City – serie TV, 70 episodi (2000-2003)
- Kate & Emma - Indagini per due (Murder in Suburbia) – serie TV, 11 episodi (2004-2005)
- Bombshell – serie TV, 7 episodi (2005)
- Coronation Street – serie TV, 10 episodi (2011-2012)
- Hollyoaks – soap opera (2012- in corso)

### Videoclip
- I Want to Break Free dei Queen (1984)
- Torn di Natalie Imbruglia (1997)

## Doppiatori italiani
- Oreste Baldini in The Wedding Date - L'amore ha il suo prezzo
- Roberto Pedicini in Kate & Emma - Indagini per due